# Andrew Ginther

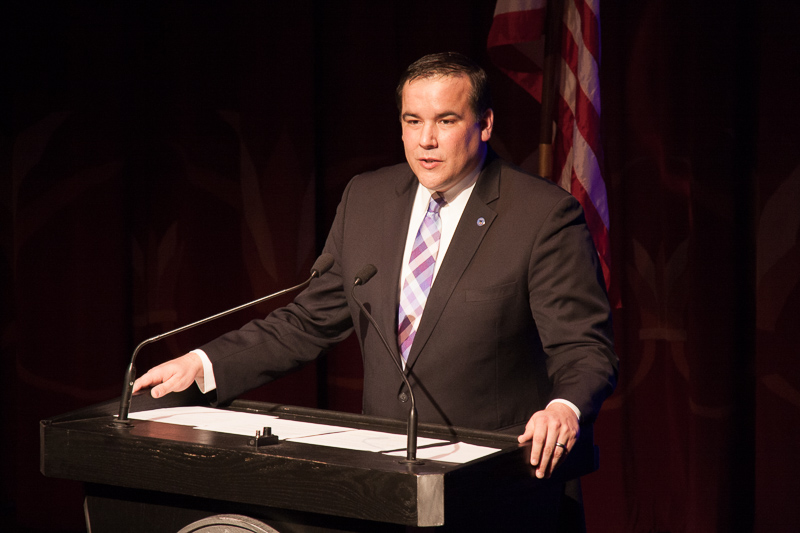
Andrew Ginther (2016)

Andrew James Ginther (* 27. April 1975 in Columbus, Ohio) ist ein US-amerikanischer Politiker der Demokratischen Partei. Er ist seit dem 1. Januar 2016 der 53. Bürgermeister von Columbus.

## Leben
Andrew Ginther wurde als drittes von vier Kindern geboren und wuchs im Stadtviertel Clintonville auf, wo er die Dominion Middle School und die Whetstone High School besuchte. Nach seinem Highschoolabschluss studierte Ginther am Earlham College in Indiana, wo er 1997 mit dem Bachelor of Arts in Politikwissenschaften abschloss. Während seines Studiums absolvierte Ginther ein Auslandsjahr an der University of Ulster in Nordirland. Nach seinem Studium arbeitete Ginther als Berater des Senators Dan Brady.
1999 kandidierte Ginther erfolglos für einen Sitz im Bildungsausschuss von Columbus. Eine erneute Kandidatur zwei Jahre später war schließlich erfolgreich und im Jahr 2005 wurde Ginther wiedergewählt. Im Februar 2007 zog Andrew Ginther in den Stadtrat von Columbus ein und übernahm dort den Sitz von Matt Habash, der aus dem Stadtrat zurückgetreten war. Im November 2007 wurde Ginther für eine vollständige Amtszeit gewählt. Am 3. Januar 2011 wurde Andrew Ginther zum Vorsitzenden des Stadtrates gewählt, mit 35 Jahren war er der bisher jüngste, der dieses Amt bekleidete. Im März 2015 wurden Ginther und der ebenfalls demokratische Politiker Zach Scott in einer Vorwahl ausgewählt, um den damaligen Bürgermeister von Columbus, Michael Coleman, in dem Amt zu ersetzen. In der Wahl im November 2015 setzte sich Ginther mit 59 Prozent der Stimmen gegen Scott durch.
Am 1. Januar 2016 trat Andrew Ginther das Bürgermeisteramt an. Zeitgleich endete seine Amtszeit als Stadtratspräsident. 2019 wurde Ginther ohne Gegenkandidaten als Bürgermeister von Columbus wiedergewählt.